# Lumbrineris punctata
Lumbrineris punctata är en ringmaskart som beskrevs av McIntosh 1885. Lumbrineris punctata ingår i släktet Lumbrineris och familjen Lumbrineridae. Inga underarter finns listade i Catalogue of Life.